# Mistrzostwa Ukrainy w piłce nożnej (2002/2003)
Mistrzostwa Ukrainy w piłce nożnej – sezon 2002/2003 – XII Mistrzostwa Ukrainy, rozgrywane systemem jesień – wiosna, w których 16 zespołów Wyszczej Lihi walczyli o tytuł Mistrza Ukrainy. Persza Liha składała się z 18 zespołów. Druha Liha w grupie A liczyła 15 zespołów, w grupie B – 16 zespołów, a w grupie W – 15 zespołów.
- Mistrz Ukrainy: Dynamo Kijów
- Wicemistrz Ukrainy: Szachtar Donieck
- Zdobywca Pucharu Ukrainy: Dynamo Kijów
- start w eliminacjach Ligi Mistrzów: Dynamo Kijów, Szachtar Donieck
- start w Pucharze UEFA: Metałurh Donieck, Dnipro Dniepropietrowsk
- awans do Wyszczej Lihi: Zirka Kirowohrad, Borysfen Boryspol
- spadek z Wyszczej Lihi: FK Oleksandria, Metalist Charków
- awans do Pierwszej Lihi: Nafkom-Akademia Irpień, Zoria Ługańsk
- spadek z Pierwszej Lihi: Sokił Złoczów
- awans do Druhiej Lihi: Wodnyk Mikołajów, Ikwa Młynów, Palmira Odessa, Krywbas-2 Krzywy Róg, Arsenał-2 Kijów, Krymtepłycia Mołodiżne, FK Czerkasy, Rawa Rawa Ruska, Hazowyk-ChHW Charków, Helios Charków
- spadek z Druhiej Lihi: Hałyczyna Drohobycz, Torpedo Zaporoże, Stal-2 Ałczewsk